# Nuoto ai Giochi della XXIV Olimpiade - 800 metri stile libero femminili
Hanno partecipato alle batterie di qualificazione 27 atlete: le prime 8 si sono qualificate per la finale.

## Batterie di qualificazione
23 settembre 1988
- Q = Qualificate per la finale A

| Posizione | Atleta                  | Paese            | Tempo   | Note |
| --------- | ----------------------- | ---------------- | ------- | ---- |
| 1         | Astrid Strauß           | Germania Est     | 8:28.07 | Q    |
| 2         | Janet Evans             | Stati Uniti      | 8:28.13 | Q    |
| 3         | Julie McDonald          | Australia        | 8:29.68 | Q    |
| 4         | Anke Moehring           | Germania Est     | 8:30.95 | Q    |
| 5         | Tami Bruce              | Stati Uniti      | 8:31.57 | Q    |
| 6         | Janelle Elford          | Australia        | 8:32.14 | Q    |
| 7         | Isabelle Arnould        | Belgio           | 8:34.56 | Q    |
| 8         | Antoaneta Strumenlieva  | Bulgaria         | 8:35.40 | Q    |
| 9         | Debra Joanne Wurzburger | Canada           | 8:36.24 |      |
| 10        | Irene Dalby             | Norvegia         | 8:38.33 |      |
| 11        | Tomomi Hosoda           | Giappone         | 8:39.55 |      |
| 12        | Manuela Melchiorri      | Italia           | 8:40.63 |      |
| 13        | Karyn Faure             | Francia          | 8:41.64 |      |
| 14        | Stephanie Ortwig        | Germania Ovest   | 8:41.95 |      |
| 15        | Nataia Trefilova        | Unione Sovietica | 8:43.19 |      |
| 16        | Karen Mellor            | Regno Unito      | 8:44.64 |      |
| 17        | Alexandra Russ          | Germania Ovest   | 8:49.31 |      |
| 18        | Pernille P Jensen       | Danimarca        | 8:50.82 |      |
| 19        | Huda Abdullah Nurul     | Malaysia         | 8:50.84 |      |
| 20        | Christelle Janssens     | Belgio           | 8:51.22 |      |
| 21        | Patricia Amorim         | Brasile          | 8:51.95 |      |
| 22        | Eva Mortensen           | Danimarca        | 8:53.67 |      |
| 23        | Judit Csabai            | Ungheria         | 8:56.37 |      |
| 24        | Cecile Prunier          | Francia          | 8:57.22 |      |
| 25        | Tracey Atkin            | Regno Unito      | 9:00.04 |      |
| 26        | Van Ming                | Cina             | 9:00.81 |      |
| 27        | Ritajean Garay          | Porto Rico       | 9:04.62 |      |

## Finale A
24 settembre 1988
| Posizione | Atleta                 | Paese        | Tempo      |
| --------- | ---------------------- | ------------ | ---------- |
|           | Janet Evans            | Stati Uniti  | 8:20.20 OR |
|           | Astrid Strauß          | Germania Est | 8:22.09    |
|           | Julie McDonald         | Stati Uniti  | 8:22.93    |
| 4         | Anke Moehring          | Germania Est | 8:23.09    |
| 5         | Tami Bruce             | Stati Uniti  | 8:30.86    |
| 6         | Janelle Elford         | Australia    | 8:30.94    |
| 7         | Isabelle Arnould       | Belgio       | 8:37.47    |
| 8         | Antoaneta Strumenlieva | Bulgaria     | 8:41.05    |